# Bo Berndtsson
Bo Berndtsson, född 24 december 1950, är en svensk matematiker.
Berndtsson tog 1971 filosofie kandidatexamen från Göteborgs universitet och blev 1977 filosofie doktor. Han var därefter fortsatt verksam vid Göteborgs universitet som forskarassistent 1979–1984 och som universitetslektor 1985–1989, och hade en särskild forskartjänst vid Naturvetenskapliga forskningsrådet 1989–1995. Sedan 1996 har han varit professor vid Chalmers tekniska högskola.
Hans forskningsområde gäller framför allt komplex analys i en och flera variabler. Han har tidigare varit redaktör för Arkiv för matematik.
Berndtsson är ledamot av Kungliga Vetenskapsakademien sedan 2003. År 1995 tilldelades han Göran Gustafssons pris.